# Paul Bernardoni
Pour les articles homonymes, voir Bernardoni.
Paul Bernardoni, né le 18 avril 1997 à Évry, est un footballeur français qui joue au poste de gardien de but à l'Amiens SC.

## Biographie

### Débuts à l'ESTAC
Formé à l'ES Troyes AC après avoir débuté à l'AS Lieusaint, il y joue son premier match en tant que titulaire avec l'équipe réserve (en CFA 2) le 12 avril 2014 contre celle du FC Metz. En juillet 2014, il y signe un contrat professionnel, Jean-Marc Furlan déclarant : « Quand tu as un international dans ton club, c’est une référence. On ne voudrait pas se le faire voler par des clubs étrangers. »,,.
Il joue son premier match professionnel, en Ligue 2, contre Clermont Foot le 6 mars 2015. En juillet 2015, il prolonge de 2 ans son contrat, soit jusqu'en 2019. Il joue son premier match de Ligue 1 contre le Gazélec d'Ajaccio le 8 août 2015 pour le retour du club en L1, en remplacement du gardien titulaire Denis Petrić, blessé. Il gagne sa place de titulaire à partir de la onzième journée, enchaînant 12 matches dans les buts.

### Arrivée à Bordeaux et prêts successifs
Le 31 janvier 2016, Paul Bernardoni est prêté avec option d'achat aux Girondins de Bordeaux afin de concurrencer Jérôme Prior, à la suite de la grave blessure de Cédric Carrasso. Son premier match sous ses nouvelles couleurs a lieu au Parc OL le 3 février où il connait des débuts difficiles, réalisant une faute de main sur le deuxième des trois buts lyonnais (défaite 3-0). Lors du mercato estival, il est transféré définitivement au club girondin. Lors de la saison 2016-2017, il passe numéro 3 dans la hiérarchie des gardiens bordelais et ne dispute aucun match.
Barré au poste de numéro 1 par le recrutement de Benoît Costil, Bernardoni est prêté pour la saison 2017-2018 au Clermont Foot 63, évoluant en Ligue 2.
Le 6 juillet 2018, Bernardoni est prêté pour une saison au Nîmes Olympique. Bernardoni joue son premier match pour les Crocos le 11 août 2018 lors d'un succès 3-4 à Angers en Ligue 1. Il accapare d'emblée la place de titulaire dans le Gard et devient l'un des éléments clés du maintien de Nîmes dans l'élite, le club terminant à la neuvième place. Il finit la saison 2018-2019 en ayant disputé l'intégralité des 38 rencontres de championnat.
Le 1er juillet 2019, exprimant le souhait de rester chez les Crocos, Bernardoni est de nouveau prêté une saison à Nîmes après avoir prolongé son contrat jusqu'en 2023 à Bordeaux. Au mois d'octobre 2019, il se blesse contre Lille et doit quitter le terrain peu avant la pause. Victime d'une entorse à la cheville, il rate trois matchs de championnat mais retrouve rapidement sa place de titulaire face à Angers le 23 novembre.

### Transfert à Angers et prêt à Saint-Étienne
Le 8 juin 2020, il est transféré contre 7 millions d'euros au SCO d'Angers où il paraphe un contrat de quatre ans. Il devient le transfert le plus cher de l'histoire du club. La transaction inclut également un pourcentage à la revente. Il arrive en Anjou pour occuper la place de titulaire à la suite de la saison en demi-teinte de Ludovic Butelle, relégué numéro 2 par Stéphane Moulin. Il participe à l'intégralité des rencontres de championnat de la saison 2020-2021.
Souffrant d'une infection pulmonaire, il manque six rencontres de Ligue 1 entre novembre et décembre 2021. Durant son absence, Danijel Petković donne satisfaction. Relégué numéro deux par Gérald Baticle et le club souhaitant alléger sa masse salariale, il est prêté 6 mois sans option d'achat le 5 janvier 2022 à l'AS Saint-Étienne, alors dernière de Ligue 1.
De retour de prêt, Paul Bernardoni rentre à Angers, qui ne semblait plus compter sur lui, où il n'était pas « dans les plans du club » l'année précédente selon le coordinateur sportif du SCO, Laurent Boissier. Pourtant, c'est bien lui qui commence la saison 2022-2023 dans les cages d'Angers. Son entraîneur Gérald Baticle choisit d'en faire le numéro un au poste de gardien de but malgré l'arrivée de Yahia Fofana, venu pour être titulaire.

### Nouveau départ pour l'étranger et la Turquie
Lors du mercato estival de 2023, il s'engage avec le club turc de Konyaspor pour une durée de deux ans. Titulaire indiscutable depuis le début de la saison, il résilie son contrat après 6 mois effectués au sein du club turc à cause de la non rémunération de son salaire qui ne touchait plus depuis plusieurs mois, il aura disputé 17 matchs avec le club.

### Signature en Suisse
Le 21 janvier 2024, il s'engage pour six mois chez le néo-promu de Super League, Yverdon-Sport FC,.
Fin mai 2024, alors qu'il arrive en fin de contrat, il prolonge son contrat de deux saisons, soit jusqu'en juin 2026,. Toutefois, il quitte le club à l'intersaison 2025 suite à la relégation du club en D2 Suisse.

### Retour en France
Le 7 août 2025, l'Amiens Sporting Club annonce la signature du joueur pour deux saisons.

### En sélection
Paul Bernardoni est appelé dans les sélections de jeunes de l'équipe de France, tout d'abord chez les moins de 17 ans puis avec les moins de 18 ans.
Il continue son parcours en sélection avec les moins de 19 ans. Paul est régulièrement appelé et titularisé. Il va même disputer l'euro des moins de 19 ans en Allemagne. Ludovic Batelli l'installe comme titulaire dans cette compétition, qu'ils vont remporter assez largement face à l'Italie.
Le 22 mai 2019, Sylvain Ripoll annonce qu'il sera le gardien titulaire de l'équipe de France espoirs pour l'Euro en Italie et à Saint-Marin.
Le 2 juillet 2021, il est retenu dans la liste des vingt-et-un joueurs français sélectionnés par Sylvain Ripoll pour disputer les Jeux olympiques d'été de 2020 qui se déroulent à l'été 2021 au Japon. Le 16 juillet, il fait ses débuts en tant que titulaire avec la sélection olympique contre la Corée du Sud en match préparatoire aux JO de Tokyo (victoire 2-1).

## Statistiques
| Saison                | Club                    | Championnat           | Championnat | Championnat | Coupe nationale | Coupe nationale | Coupe de la Ligue | Coupe de la Ligue | Total | Total |
| Saison                | Club                    | Division              | M.          | B.          | M.              | B.              | M.                | B.                | M.    | B.    |
| 2014-2015             | ES Troyes AC            | Ligue 2               | 1           | 0           | -               | -               | -                 | -                 | 1     | 0     |
| 2015-2016             | ES Troyes AC            | Ligue 1               | 14          | 0           | -               | -               | 1                 | 0                 | 15    | 0     |
| Sous-total            | Sous-total              | Sous-total            | 15          | 0           | -               | -               | 1                 | 0                 | 16    | 0     |
| 2015-2016             | Girondins de Bordeaux   | Ligue 1               | 7           | 0           | -               | -               | -                 | -                 | 7     | 0     |
| 2016-2017             | Girondins de Bordeaux   | Ligue 1               | -           | -           | -               | -               | -                 | -                 | 0     | 0     |
| Sous-total            | Sous-total              | Sous-total            | 7           | 0           | -               | -               | -                 | -                 | 7     | 0     |
| 2017-2018             | Clermont Foot 63 (prêt) | Ligue 2               | 38          | 0           | -               | -               | -                 | -                 | 38    | 0     |
| 2018-2019             | Nîmes Olympique (prêt)  | Ligue 1               | 38          | 0           | 1               | 0               | 1                 | 0                 | 40    | 0     |
| 2019-2020             | Nîmes Olympique (prêt)  | Ligue 1               | 25          | 0           | 1               | 0               | -                 | -                 | 26    | 0     |
| Sous-total            | Sous-total              | Sous-total            | 63          | 0           | 2               | 0               | 1                 | 0                 | 66    | 0     |
| 2020-2021             | Angers SCO              | Ligue 1               | 38          | 0           | -               | -               | -                 | -                 | 38    | 0     |
| 2021-2022             | Angers SCO              | Ligue 1               | 13          | 0           | 1               | 0               | -                 | -                 | 14    | 0     |
| 2022-2023             | Angers SCO              | Ligue 1               | 27          | 0           | 3               | 0               | -                 | -                 | 30    | 0     |
| Sous-total            | Sous-total              | Sous-total            | 78          | 0           | 4               | 0               | -                 | -                 | 82    | 0     |
| 2021-2022             | AS Saint-Étienne (prêt) | Ligue 1               | 21          | 0           | 1               | 0               | -                 | -                 | 22    | 0     |
| 2023-2024             | Konyaspor               | Süper Lig             | 17          | 0           | -               | -               | -                 | -                 | 17    | 0     |
| 2023-2024             | Yverdon-Sport FC        | Super League          | 20          | 0           | -               | -               | -                 | -                 | 20    | 0     |
| 2024-2025             | Yverdon-Sport FC        | Super League          | 38          | 0           | -               | -               | -                 | -                 | 38    | 0     |
| Sous-total            | Sous-total              | Sous-total            | 58          | 0           | -               | -               | -                 | -                 | 58    | 0     |
| 2025-2026             | SC Amiens               | Ligue 2               | 2           | 0           | -               | -               | -                 | -                 | 2     | 0     |
| Total sur la carrière | Total sur la carrière   | Total sur la carrière | 299         | 0           | 7               | 0               | 2                 | 0                 | 308   | 0     |

## Palmarès
| ESTAC Troyes (1)                  | France (1)                          |
| --------------------------------- | ----------------------------------- |
| - Ligue 2 (1) : - Champion : 2015 | - Euro U19 (1) : - Vainqueur : 2016 |

### Récompenses individuelles
- Trophée UNFP du meilleur gardien de but de Ligue 2 pour la saison 2017-2018[32].